# Matte (Familienname)
Matte ist eine Variante des Familiennamens Matthias.

## Herkunft
Der Nachname Matte kommt vom Namen Matthias, der deutschen Form des biblischen Namens Matthew.  Der Name Mattei (oder Matthias) war im mittelalterlichen Europa, insbesondere in Deutschland, weit verbreitet und wurde im Laufe der Zeit zur Grundlage für verschiedene Nachnamen, darunter auch Matte.  Dieser Nachname kann mehrere Schreibweisen haben, wie zum Beispiel Matthe, Matté, Matthey und andere, aber sie sind alle mit derselben Wurzel verbunden – dem Namen Mattei/Matthias.  Somit ist der Familienname Matte einer der deutschen Familiennamen mit tiefen historischen Wurzeln, die bis ins frühe Christentum und die Verbreitung des Namens im deutschsprachigen Raum Europas zurückreichen.

## Namensträger
- Christian Matte (* 1975), kanadischer Eishockeyspieler
- Joe Matte (Eishockeyspieler, 1893) (Louis Joseph Alexandre Matte; 1893–1961), kanadischer Eishockeyspieler
- Joe Matte (Eishockeyspieler, 1908) (Joseph Roland Lionel Matte; 1908–1988), kanadischer Eishockeyspieler
- Magdalena Matte (* 1950), chilenische Politikerin
- Pablo Larraín Matte (* 1976), chilenischer Filmregisseur, Produzent und Drehbuchautor
- Paul Matte (1854–1922), deutscher Fischzüchter und Zierfischhändler